# Itame metanemaria
Itame metanemaria là một loài bướm đêm trong họ Geometridae.